# Francesco Messina

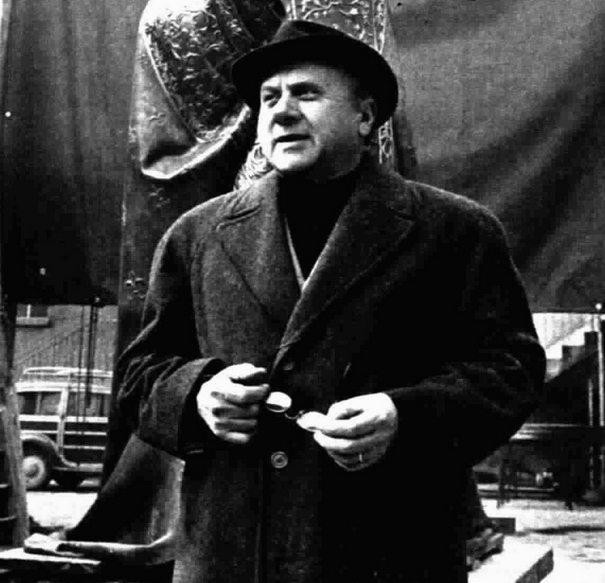
Francesco Messina

Francesco Messina (* 15. Dezember 1900 in Linguaglossa; † 13. September 1995 in Mailand) war ein italienischer Bildhauer und Dichter.

## Leben
Francesco Messina wurde in Linguaglossa in der Provinz Catania als Sohn des Maurers Angelo und der Ignazia Cristaldi geboren. Carlo Carrà schrieb über ihn: Die Bildhauerei von Francesco Messina zeichnet sich durch eine einfache und grandiose Arbeitsweise und durch idealistische und klassische Verfahren aus, die in der Lage sind, Formen zum Leben zu erwecken, die als Idealbilder erhalten bleiben. Er schuf einige der wichtigsten italienischen Denkmäler des 20. Jahrhunderts: Heilige Katharina von Siena (1961–1962), aufgestellt am Tiberufer von Castel Sant’Angelo (mit der Darstellung der Sängerin und Schauspielerin Maria Sole, die Messina als Modell diente); die Via Crucis von San Giovanni Rotondo; das RAI Sterbende Pferd; das Monument für Pius XII. im Petersdom.
Ab 1922 stellt er seine Werke regelmäßig auf der Internationalen Kunstbiennale in Venedig aus und nahm zwischen 1926 und 1929 an den Ausstellungen der Künstlergruppe Novecento in Mailand teil. Im Jahr 1932 zog er nach Mailand, wo er nach einem nationalen Wettbewerb im Jahr 1934 den Lehrstuhl für Bildhauerei an der Accademia di Belle Arti di Brera erhielt, deren Direktor er bereits nach zwei Jahren wurde. In jenen Jahren zeichnet sich Francesco Messinas Bildhauerei durch eine einfache und grandiose Art und Weise und eine idealistische und klassische Vorgehensweise aus, die in der Lage ist, Formen zum Leben zu erwecken, die als Idealbilder erhalten bleiben.
In den 1930er Jahren nahm er an zahlreichen wichtigen Gruppenausstellungen italienischer Kunst teil und im Jahr 1934 schuf er den Giobbe, eine Bronzeskulptur, die heute in der Sammlung zeitgenössischer Kunst im Dom von Ravello aufbewahrt wird. Im Jahr 1935 schuf er das große Denkmal für Christoph Kolumbus in der Stadt Chiavari. 1936 wurde er zum Direktor der Akademie von Brera ernannt, eine Position, die er bis 1944 innehatte. Im Jahr 1937 schuf er für die Stadt Pavia das Reiterdenkmal, die so genannte Regisole, in Erinnerung an ein anderes römisches Denkmal, das dem Kaiser Antoninus Pius gewidmet war und 1796 von französischen Soldaten zerstört wurde. Im selben Jahr schuf er das Porträt von Salvatore Quasimodo, eine Bronzebüste.
Im 1938 Giorgio de Chirico in Rom und Salvatore Quasimodo in Turin präsentierten zwei persönliche Ausstellungen seiner Werke. Für das Krankenhaus Niguarda Maggiore in Mailand schuf er die monumentale Marmorgruppe Karl Borromäus der den Abgeordneten des Johanniterordens Vergebung bringt. Wiederum für die Stadt Pavia realisierte er die gigantische Statue der Minerva. Im Jahr 1942 gewann er den Skulpturenpreis der XXIII. Internationalen Kunstbiennale in Venedig, wo er eine persönliche Ausstellung mit fünfzehn Skulpturen und siebzehn Zeichnungen zeigte. Im Jahr 1943 wurde er zum Akademiker von Italien ernannt.
Nach dem Sturz des Faschismus wurde er vorübergehend aus der Akademie entlassen, nur weil er in der Zeit des Faschismus deren Direktor gewesen war, doch schon 1947 erhielt er den Lehrstuhl für Bildhauerei zurück. Ebenfalls in diesem Jahr nimmt er an der Buenos-Aires-Ausstellung von Skulpturen und Grafiken in der Galerie Muller teil und hat damit großen Erfolg. Im Jahr 1949 stellte er auf der 3rd Sculpture International in Philadelphia gemeinsam mit Marino Marini und Picasso aus. 1956 nahm er mit einer Einzelausstellung an der XXVIII. Biennale von Venedig teil. Im Jahre 1963 schuf er das große Denkmal für Pius XII. für den Petersdom in Rom und die Büste von Pietro Mascagni für das Teatro alla Scala. Im selben Jahr wurde er in Florenz mit dem Michelangelo-Preis für Bildhauerei ausgezeichnet.
Im Jahr 1966 gab er für die RAI das Sterbende Pferd in Auftrag, das zum Symbol der öffentlich-rechtlichen Rundfunkanstalt werden sollte und am Eingang ihres Sitzes in Rom zu sehen ist. Ende des Jahres folgt er dem Aufruf von Carlo Ludovico Ragghianti, der um ein Werk als Geschenk an viele Künstler zur Unterstützung der Stadt Florenz bittet, die durch die Überschwemmung vom 4. November 1966 schwer geschädigt worden war. Messina schickte großzügig die Skulptur Stallone von 1958, die seit 2014 im Museo Novecento in Florenz ausgestellt ist. Im Jahr 1968 schuf er das Denkmal für Pius XI. für den Mailänder Dom. Anfang der 1970er Jahre wurde ihm die Sala Borgia der Vatikanischen Paul VI.-Galerie, die der zeitgenössischen sakralen Kunst gewidmet ist, als Ort für eine Dauerausstellung mit zwanzig Werken zu sakralen Themen zugewiesen. Im Jahr 1974 wurde in Mailand das Civico museo-studio Francesco Messina in der ehemaligen, entweihten Kirche von San Sisto al Carrobbio eröffnet. Im offiziellen Atelier des Künstlers, das er bis zu seinem Tod bewohnte, stellte er ständig etwa achtzig Skulpturen (Gipsabgüsse, polychrome Terrakotten, Bronzen, Wachsarbeiten) und etwa dreißig grafische Werke (Lithografien, Pastelle, Aquarelle, Bleistiftzeichnungen) aus, die er der Stadt Mailand schenkte.
Im Jahr 1978 nimmt er an zwei großen Ausstellungen in der Sowjetunion teil, und zwar im Puskin Museum in Moskau und in der Eremitage in Leningrad, die dank der Schenkung von rund 40 Skulpturen und ebenso vielen Grafiken eigene Räume eröffnet. Im Jahr 1981 fand in der ehemaligen Kirche von San Francesco in Pordenone eine Ausstellung unveröffentlichter Zeichnungen statt und gleichzeitig eine Skulpturenausstellung im Palazzo Ragazzoni-Flangini-Bili in Sacile. Zwischen 1984 und 1986 wurden seine Skulpturen im Theseus Tempel in Wien, im Hirshhorn Museum in Washington und in der Gallery Universe in Tokio ausgestellt.
Bis zu seinem Tod setzte er seine Arbeit als Bildhauer und Maler fort und korrigierte und vervollständigte, unterstützt von seiner Tochter Paola, die zahlreichen ihm gewidmeten und weltweit veröffentlichten Biografien.

### Seine Gedichte
- Il garofano. (Einleitung von Alfonso Gatto), All’Insegna del Pesce d’Oro, Mailand 1942.
- Notte e giorno. (Mit Unveröffentlichten und nachgedruckten de Il garofano), Garotto, Scheiwiller, Mailand 1944.
- Caldo di sole. (Mit Unveröffentlichten und Einleitung von Giovanni Papini), Edizioni Fiumara, Mailand 1951.
- Ilaria e altre poesie (1942–1962). (Mit Unveröffentlichten und Einleitung von Giovanni Papini), Scheiwiller, Mailand 1962.
- I tigli nel parco. (Mit Einleitung von Salvatore Quasimodo), Arnoldo Mondadori Editore, Mailand 1965.
- Poesie. (Mit Unveröffentlichten), Arnoldo Mondadori Editore, Vicenza 1973.

### Die monumentalen Pferde aus Bronze
Das Reiterdenkmal der Regisole in Pavia aus dem Jahr 1937 ist die erste monumentale Bronze.
Zu den berühmtesten Werken des sizilianischen Bildhauers gehört das Cavallo morente (Sterbendes Pferd), das heute am Eingang des RAI-Sitzes in der Viale Mazzini 14 in Rom ausgestellt ist. Das Bronzewerk ist 4,60 Meter hoch und 5,50 Meter lang und wiegt 25 Doppelzentner (einschließlich Sockel). Das Werk wurde dem Künstler 1964 vom damaligen Generaldirektor Bernardi in Auftrag gegeben und innerhalb von zwei Jahren fertig gestellt. Am 5. November 1966 wurde es an seinem heutigen Standort aufgestellt. Das Bronzewerk wurde kürzlich vom Istituto Centrale per il Restauro des Kulturministeriums restauriert. Die Arbeiten dauerten sechs Monate und umfassten zwei Restauratoren und vier studentische Restauratoren. Mehr als vierzig Jahre nach der Aufstellung des Werks ist das bronzene RAI-Pferd nach wie vor das wichtigste und beliebteste Symbol der öffentlich-rechtlichen Rundfunkanstalt.
Weniger bekannt in der Öffentlichkeit ist die Bronzegruppe der vier großen Pferde. Die vier Gipsmodelle wurden im Jahr 1941 für den Entwurf einer majestätischen Quadriga aus Bronze angefertigt, die für die Fassade des Palazzo dei Congressi im EUR-Viertel von Rom bestimmt war. Das fertige Werk sollte die doppelte Größe haben (Höhe 4,50 m, Breite 6,30 m), wurde aber wegen des zwischenzeitlich ausgebrochenen Krieges nicht realisiert. Die Gipsmodelle, die im Besitz von Francesco Messina blieben, wurden später von Giovanni Leone, einem Freund des Bildhauers, erworben und in Bronze gegossen; nach dem Guss wurden die vier Gipsmodelle in Anwesenheit des Künstlers selbst zerstört, um sie zu einem einzigartigen Werk zu machen. Seit 1971 wird die Bronzegruppe im Privatbesitz von Giovanni Leone am Rande von Formello ausgestellt. Die vier Pferde haben eine Kopfhöhe von etwa 2,16 Metern, eine Länge von 2,66 Metern und eine Breite von 96 Zentimetern und stehen nebeneinander, wobei zwei Pferde nach rechts und zwei nach links schauen. Das Bronzewerk wird von dem Schriftsteller Piero Chiara in seinem Buch Una storia italiana:il caso Leone erwähnt, das 1985 erschien. Die Pferde wurden auch auf der Expo 2015 entlang des Decumanus ausgestellt.

### Auszeichnungen und Anerkennungen
- Skulpturenpreis 1942 auf der Kunstbiennale in Venedig
- Ehrenbürger der Stadt Mailand seit 1975. 1979 veranstaltete die Staatliche Kunsthalle von München eine große Ausstellung von Skulpturen und Grafiken.
- Ehrenakademiker der Akademie der Schönen Künste der Sowjetunion seit 1988 und Ehrenakademiker seit 1990.

## Ehrungen
- Zivilverdienstorden von Savoyen